# ピート・タウンゼント
ピート・タウンゼント（Pete Townshend、本名：Peter Dennis Blandford Townshend、1945年5月19日 - ）は、イングランドのロック・ミュージシャン、小説家、ロック・バンドのザ・フーのギタリストである。
2011年、「ローリング・ストーンの選ぶ歴史上最も偉大な100人のギタリスト」において第10位。

## 来歴

### 生い立ち
ロンドンのチジックで生まれる。父親のクリフ・タウンゼントはイギリスでは有名なサックス・プレイヤーで、母親のベティもまたプロのシンガー、そして祖父のホレス・タウンゼントもセミプロのミュージシャンであり、まさに音楽一家だった。6歳から7歳までの間、ツアーで家を空けていた両親に代わり、祖母のデニーに面倒を見られていたが、デニーは精神を病んでおり、幼いタウンゼントに虐待を加えた。この時期をタウンゼントは「人生最悪の暗黒時代」と表現している。音楽的環境に恵まれた家庭に育ちながら少年時代は音楽に関心を示す事はなかったというが、1956年の夏に友人と共に観に行った映画『ロック・アンド・ロール/狂熱のジャズ』に影響を受け、ギターを弾きたいと欲するようになる。12歳のクリスマスにギターをプレゼントされるが、買い与えたのは皮肉にも祖母のデニーだった。だが弾きこなすには難しいと考え、その後4弦のバンジョーを入手し、腕を磨いた。それ以前に父同様にサックスをやろうとしたが、そちらは上達しなかったという。
1958年春、アクトン・カウンティ・グラマー・スクールでジョン・エントウィッスルと知り合い、学校の仲間でコンフェデレイツというジャズ・バンドを結成する。このバンドはすぐに消滅したが、その後もスコーピオンズというバンドで共にプレイするなど、二人の交流は続いていた。1957年には弟のポールが、1960年には下の弟のサイモンが誕生。サイモンは後に兄同様ミュージシャンとなり、タウンゼントやザ・フーのツアーにサポート・ミュージシャンとして参加している。
1961年、イーリング・アート・カレッジに入学。同年、エントウィッスルがグラマー・スクールの先輩であるロジャー・ダルトリーに誘われ、スコーピオンズを抜け、ダルトリーのバンド、ザ・ディトゥアーズに加入。翌1962年にはタウンゼントもエントウィッスルに誘われる形で加入する。実はエントウィッスルよりも先にダルトリーはタウンゼントに目を付けており、ディトゥアーズへの加入を持ちかけていた。その後、ダルトリーの自宅で行われた簡単なオーディションを受け、加入が決まった。加入直後はリズムギターの担当だったが、リードギター担当だったダルトリーが日中の板金工の仕事でしばしば手を負傷していたため、ギターを辞めてボーカルに専念することにし、タウンゼントがリードギタリストとなった。当時タウンゼントは真剣にプロ・ミュージシャンになることは考えておらず、彫刻家になろうと考えていたというが、バンド活動が忙しくなり、学業との両立が難しくなったため、1964年の夏休み前に中途退学し、その頃に音楽で生きていく決意を固めたという。
メジャー・デビューまでの間に何度もメンバー・チェンジが行われたものの、1964年に前任のドラマーに代わりキース・ムーンが加入したことで固まった。バンド名をザ・フーに改め、同年7月、ザ・フーはメジャー・デビューを果たす。

### 1964年 - 1983年
初代マネージャーのピート・ミーデンは、ザ・フーを当時席巻していたモッズ・バンドとして売り出そうと計画し、メンバーにモッズの衣装を着させ、バンド名もハイ・ナンバーズと改めさせた。そして彼等はミーデン作のデビュー・シングル「ズート・スーツ」を発表したが、ミーデンの目論見は外れて不発に終わった。彼等は、新しいマネージャーであるキット・ランバートとクリス・スタンプの下で名前をザ・フーに戻して再出発する。ランバートはタウンゼントにダビング録音が可能なテープレコーダーを買い与えた。これがタウンゼントの作曲家の才能を開花させるきっかけとなった。タウンゼントは「アイ・キャント・エクスプレイン」、「エニウェイ・エニハウ・エニホェア」、「マイ・ジェネレーション」、「恋のピンチ・ヒッター」とヒットナンバーを次々と量産、ザ・フーは一躍スターダムにのし上がった。
タウンゼントは他のアーティストとも積極的に活動した。1966年、ザ・マージーズ（The Merseys）という音楽ユニットに「ソー・サッド・アバウト・アス」を提供、1967年にはプティング（The Pudding）というバンドに「マジック・バス」を提供した。1968年にはクレージー・ワールド・オブ・アーサー・ブラウンをランバートに紹介して、ランバートがプロデュースした同名デビュー・アルバムのアソシエイト・プロデューサーを務めた。このアルバムはランバートとスタンプが設立したトラック・レコードから発表され、シングル・カットされた「ファイアー」は全英シングルチャートの首位を獲得し、アメリカのビルボードHOT100でも2位に輝いた。1969年には、ザ・フーの3作目のアルバム『セル・アウト』（1967年）に楽曲「アルメニアの空」を提供した友人のジョン・“スピーディー”・キーンを中心とするバンド、サンダークラップ・ニューマンを結成させた。そしてデビュー・シングル「サムシング・イン・ジ・エアー」の録音の為にトゥィッケナムにあった自分のホーム・スタジオを提供して、自らプロデューサーを務めると同時にベースも担当した。この曲はトラック・レコードから発表されて全英シングルチャートで3週にわたって1位を記録する大ヒットになり、彼は引き続いて彼等のデビュー・アルバム（1970年）のプロデューサーも務めた。
ザ・フーの楽曲の大部分を作曲していたタウンゼントには、他のメンバーと異なりソロ作品を発表する必要はなかったが、1970年には、彼が1967年より帰依しているインドの導師で、1969年に他界したメハー・ババの75回目の誕生日を祝うために製作されたチャリティー・アルバム『ハッピー・バースデイ』に参加。1972年にもババの三回忌を記念して製作されたアルバム『アイ・アム』に参加した。これらのアルバムはババの教えを広めるために1949年に設立されたユニヴァーサル・スピリチュアル・リーグ（Universal Spiritual League）によって制作され、数千部が限定生産されて、そのほとんどが信者の手に渡った。これがザ・フーのファンの間でうわさになり、収録された楽曲が海賊盤で出回り始めた事から、アメリカのMCAレコードからの要請により1972年にリリースされた『フー・ケイム・ファースト』が、タウンゼントの正式な1stソロ・アルバムとなる（全英30位、全米69位）。このアルバムには『ハッピー・バースデイ』と『アイ・アム』からの楽曲、幻に終わったザ・フーのアルバム『ライフハウス』の為に彼が制作したデモの一部などが収録され、新作というより未発表曲集の意味合いが強い作品となっている。
1973年1月、薬物中毒などによるスランプに陥って活動を停止していた親友エリック・クラプトンの復帰ライブを企画し、自身も演奏に参加。同年9月にこのコンサートの実況盤『エリック・クラプトン・レインボー・コンサート』がリリースされる。
その後はしばらくソロ活動は行わず、1976年にみたびユニヴァーサル・スピリチュアル・リーグが制作したアルバム『ウィズ・ラヴ』に楽曲を提供する程度にとどまっていた。この間、彼はダルトリーやエントウィッスルと共にキット・ランバートとの訴訟問題を抱えており、音楽業界に嫌気が差し、ザ・フーにも興味を失いかけていた。そのような時期の1977年に、親友のロニー・レインと共同で製作した2枚目のソロアルバム『ラフ・ミックス』（全英44位、全米45位）をリリースする。アルバムにはエントウィッスル、盟友クラプトン、チャーリー・ワッツ、ボズ・バレル等が参加した。
1978年、キース・ムーンが急逝。数年先までスケジュールが決まっていたため、バンドを解散させることは出来ず、ザ・フーは新たなドラマーに元フェイセズのケニー・ジョーンズを迎え、1979年より再出発を切った。「新生ザ・フーでの演奏は楽しかった」と言うタウンゼントだったが、ムーンの死を契機に、タウンゼントの興味はソロ活動の方へと移っていった。1980年には、新作のみを揃えた純粋なソロ作としては初のアルバム『エンプティ・グラス』を発表。全米5位、全英11位というタウンゼントのソロ作の中では最高のセールスを記録した。だが、ケニー・ジョーンズはタウンゼントが「いい曲をザ・フーではなくソロのほうへ持っていっている」と不満を露にし、さらにはダルトリーがジョーンズのプレイを嫌い、本人に向かって「もうお前とは仕事したくない」と言い放つなど、メンバー間に亀裂が生じ始めた。これに加え、タウンゼントは妻のカレンとの仲もうまく行かなくなり、そういったストレスから酒とドラッグに溺れるようになり、1981年の9月にはコカインの過剰摂取により、一時的に心肺停止の状態にまで陥った。その後、カリフォルニアで薬物依存の治療を1ヶ月ほど受け、何とか回復した。
復活はしたものの、タウンゼントの精神はもはや限界に来ていた。1982年には4枚目のソロアルバム『チャイニーズ・アイズ』をリリース（全英32位、全米26位）。同年12月にトロントにて最後のコンサートを行う。1983年5月、タウンゼントはダルトリーの自宅を訪れ、「もうツアーはできない」と告げ、ダルトリーもそれを聞き入れた。6月、ザ・フーは正式に解散した。同年4月、デモバージョンや未発表曲を集めた5作目のソロアルバム『スクープ』を発表（全米35位）。

### 1984年以降
1985年、プリンスの映画『プリンス/パープル・レイン』に触発され、映画を製作することを決意する。11月、6作目となるアルバム『ホワイト・シティ』（全米26位、全英70位）および同タイトルのビデオ作品を発表。これは、タウンゼントが少年時代によく訪れていたロンドンにあった移民が住むスラム街を舞台としたストーリー仕立てのコンセプト・アルバムで、1986年より『ホワイト・シティ』の設定上にあるバンド「ディープ・エンド」の名でコンサートツアーを開催、メンバーにはピンク・フロイドのデヴィッド・ギルモアやサイモン・フィリップスも参加し、総勢17人による大編成バンドとなった。同年8月にはこのライブの模様を収録した『Deep End Live!』がリリースされた（全米98位）。また1985年には自身初の短編小説集「Horse's Neck(邦題：四重人格)」を発表している。
1986年、詩人のテッド・ヒューズの作品「アイアン・マン」（マーベル・コミックの同名作品とは別の物語）のミュージカル化に着手。製作中、1974年からザ・フーのマネージャーを務めてきたビル・カービシュリーの妻、ジャッキーから「これをザ・フーとして発表すべきだ」と進言されたが、タウンゼントがザ・フーにはそぐわない作品だとして難色を示した。結局アルバム『アイアン・マン』（全米58位）は1989年にタウンゼントのソロとして発表され、収録曲のうち2曲がザ・フー名義として扱われるに留まった。しかし同年には、デビュー25周年を記念してザ・フーでのコンサート・ツアーが行われた。『アイアン・マン』の舞台版はその後1993年に上演され、1999年には「アイアン・ジャイアント」と改題されて、ワーナー・ブラザースにより劇場アニメ化された。
ツアーを終えた1991年秋頃から、タウンゼントはコンセプトアルバム『サイコデリリクト』の製作に取り掛かる。本作は彼が書いた物語「Ray High And The Glass Household」を下地にしており、『トミー』や『四重人格』同様ロック・オペラの流れを汲む意欲作であった。アルバムは1993年6月にリリース。アルバムは曲と語りを交互に配した作りになっていて、語りの部分を抜いた音楽のみのバージョンもリリースされている。だがこの意欲作はセールス的には惨敗に終わっており（全米118位）、この結果に気落ちしたのか、タウンゼントはレコーディング・アーティストとしては廃業する事を宣言する。この宣言どおり、彼のソロでのスタジオアルバムは、以降2022年現在まで製作されていない。『サイコデリリクト』に伴うツアーも敢行され、ニューヨーク・ブルックリンでの公演が2003年にライブアルバム『Pete Townshend Live BAM 1993』として発表され、2006年にはDVDとしてもリリースされている。
1996年より自叙伝の執筆を開始。2012年にようやく完成し、『フー・アイ・アム』と題されて出版された。
1990年代後半からはザ・フーとしての活動が主軸になるが、1999年12月、タウンゼントが長年構想を温めてきたロックオペラ『ライフハウス』がラジオドラマとして発表される。ドラマはBBCラジオ3から放送された。このドラマは2000年に6枚組みのCDボックス『Lifehouse Chronicles』としてインターネット販売され、ラジオを聞けなかった人達の元にも届けられた。CDボックスには、ラジオドラマで放映された音源だけでなく、1970年代前半に作られたデモ・トラックも収録されている。2001年、1979年から翌年にかけて行われたプライベートコンサートの実況盤『The Oceanic Concerts』をリリース。共演のラファエル・ラッドとはミハー・ババの信者同士の仲である。
2003年1月、児童ポルノサイトにアクセスした容疑で一時身柄を拘束され、家宅捜索を受ける。5月には不起訴処分となる。
2004年、ザ・フーとして初来日を果たす。横浜と大阪の2会場で開催されたロックフェス「The Rock Odyssey 2004」に出演。なお、この時のライブで、ザ・フーの次に登場したエアロスミスのジョー・ペリーが、MCでザ・フーから受けた影響と同じステージに立てる喜びを述べた。
2008年より、新たなるロックオペラ『フロス』の制作を進めている。タウンゼントによればもう一つの『四重人格』となる作品であり、『ライフハウス』と同じくらい困難な作品になるという。
2015年、『四重人格』のロイヤル・フィルハーモニー管弦楽団とロンドン・オリアーナ合唱団によるオーケストラ版『Pete Townshend's Classic Quadrophenia』をリリース。アルバムは全英チャートの32位にランクインし、クラシック・チャートで1位になるには十分なセールスを上げたが、オリジナルがロック作品であるとして、クラシック・チャートから除外された。同年7月5日、ロイヤル・アルバート・ホールにてオーケストラ版『四重人格』が演奏された。さらに2017年9月には、アメリカマサチューセッツ州レノックスのタングルウッド音楽センター、ニューヨークのメトロポリタン歌劇場、ロサンゼルスのグリーク劇場でコンサートが開かれた。
2019年、自身初の長編小説「The Age Of Anxiety」を発表。

## 音楽スタイル

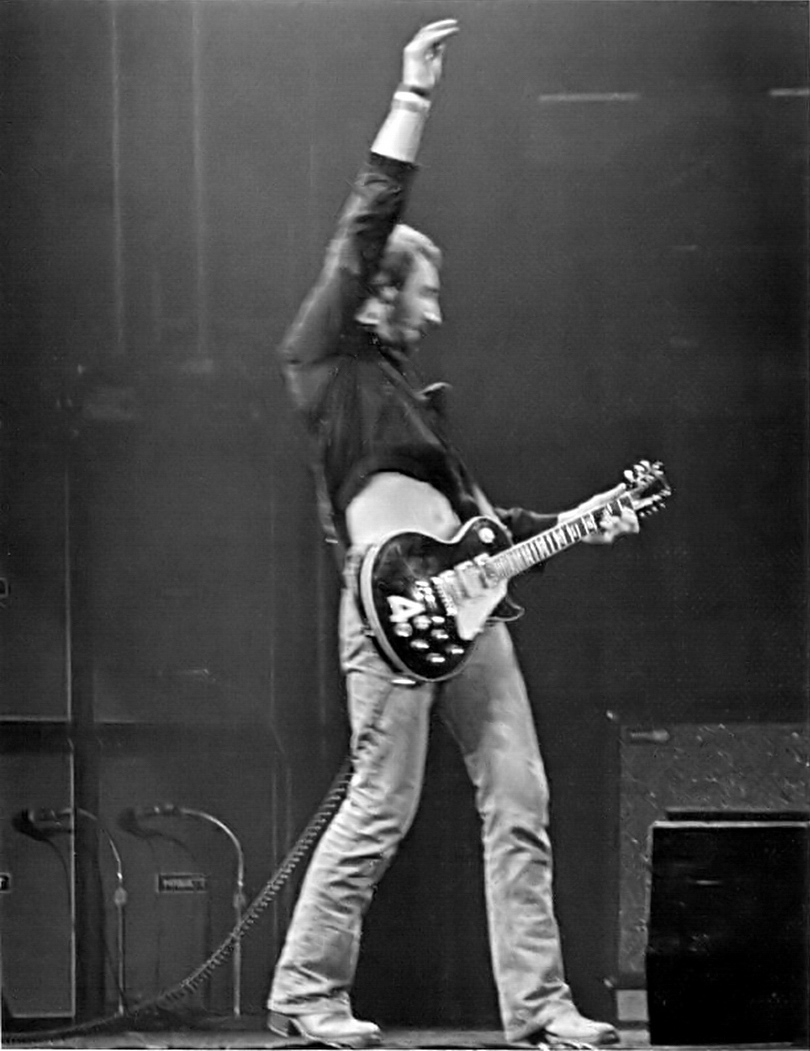
ウィンドミル奏法を披露するピート・タウンゼント（1976年）

### 作曲家として
ザ・フーの楽曲の95％以上はタウンゼントによって作曲されている。タウンゼントはただ作曲するだけでなく、ダビング録音を駆使したマルチ録音によって、ギター、ベース、ドラム、ボーカルの基本アレンジまでもこなした。このため、ザ・フーではタウンゼントが作ったデモテープをレコーディング前にメンバーに渡し、曲を覚えてもらってからスタジオに入るという習慣が根付いていた。タウンゼントのデモテープの完成度の高さは、『スクープ』等の未発表曲集で明らかとなっている。鍵盤楽器の演奏も出来、ザ・フーのピアノ、キーボード類は一部を除きほとんどがタウンゼントによるものである。
アマチュア時代のタウンゼントはそれほど作曲に積極的ではなかった。彼が始めて作曲をしたのは1963年、「イット・ワズ・ユー」という曲で、録音もされている。彼の作曲家としての才能は、マネージャーのキット・ランバートによる影響が大きい。ランバートは曲作りにおける助言をし、タウンゼントを励ました。タウンゼントも自伝に「キットは私の中のアーティストとしての部分を操るエキスパートだった。彼は私を一人前の作曲家として扱ってくれた」と記している。また、ランバートが教えてくれたバロック時代の作曲家・ヘンリー・パーセルには「作曲家としての私の人生を変えた」と言うほどの影響を受け、とくにパーセルが多用するサスペンション・コードには深く感心させられたという。これはザ・フーの楽曲（例：「キッズ・アー・オールライト」「アイム・ア・ボーイ」）にもその影響が現れている。

### ギタリストとして
作曲家としての面ばかりが強調され、ギタリストとして語られることが余りないが、これはタウンゼントが同年代のジミ・ヘンドリックスやエリック・クラプトンのようなテクニカルな速弾きをほとんど行ってこなかったことが要因にある。彼は自身のギタープレイについて「俺は音楽界にいるほとんどのギタリストと同じぐらいギターを上手く弾けるが、俺の技術は派手なコードをでかい音で鳴らす事だけに特化されている」と1966年に語っている。タウンゼントはアマチュア時代に、フィンガー・ピッキングで開放弦を鳴らしつつ、リードギターとリズムギターをミックスさせるという手法を編み出し、1本のギターでも十分な音数と音の多彩さを生み出した。1989年以降は難聴が悪化したこともあり、ステージではサポートギタリストを起用している。
ギタリストでありながら自身のギター・ソロを大きくフィーチャーした曲を書く事はあまりなく、ギター・ソロを一切含まない曲も珍しくない。本人も「ドラムやベースがリード楽器になり、ギターがリズム楽器と、立場が逆転していた事がザ・フーのユニークさだった」と語っている。また、スタジオ録音ではあまり多用しないが、ステージでは頻繁にフィードバック奏法を試みている。タウンゼントは自分こそがフィードバック奏法のオリジネーターであると自負しているようで、「その肩書がビートルズやヤードバーズに与えられるのにはがっかりさせられた」ともコメントしている。

### ステージ・パフォーマンス
タウンゼントの激しいステージ・アクションは視覚の上でも観客を楽しませた。ステージの上で派手な動きをする理由について、本人は「ギターを弾いている自分の姿を生きるか死ぬかの瀬戸際のようにみせたかったから」と答えているが、一方で後述の通り彼は自分の顔にコンプレックスを持っており、「顔より体の方に注目して欲しい」という意味合いもあるという。
タウンゼントのギター破壊はザ・フーのコンサートでの大きな目玉だった。これは、天井の低い場所でのライブでギターが偶然天井に当たって壊れた事が観客にはパフォーマンスだと受け取られた事が始まりだった。タウンゼントに影響され、ムーンもドラムを破壊するようになった。パフォーマンスではなく怒りに任せてギターを壊すことも少なくなかったようである。壊したギターは、時には修復して再度使用することもあったという。アコースティックギターやウクレレを破壊することもあったが、ボディが木製のため大抵の場合は粉々になった。近年ではギター破壊をあまり行っていないが、2004年の初来日公演では初日の横浜公演で久々にギター破壊を行った。だがこのパフォーマンスで腰を痛めてしまい、次の大阪公演ではギター破壊は行わなかった。
右腕を伸ばし大きく回転させながら弾くウインドミル奏法は、タウンゼントが見たローリング・ストーンズのステージで、キース・リチャーズがウォーミングアップのために行った腕回しをパフォーマンスだと勘違いして真似した事がきっかけである。長いMCを行うことでも有名であり、2001年にリリースされた『ライブ・アット・リーズ・デラックス・エディション』では、タウンゼンドのMCがノーカットで収録された。

## 人物
少年時代は、極度に人見知りする自閉的な性格であったという。また自身の大きな鼻をコンプレックスに感じており、「このでかい鼻が俺がいろんな事をやる原動力になっている」とも語っている。なお、ダルトリーのタウンゼントに対する第一印象は「棒に鼻がくっついた奴」だったという。イーリング・アート・カレッジに入った頃から内向的な性格を改めるようになり、この頃が人間的にも創造性の面でも大きく成長した時期だと本人は語っている。
インタビューなどで見せる理知的で紳士的な態度とは裏腹に激高しやすい性格で、ムーン同様に騒ぎを起こす事もしばしばだった。会場の近隣で火事が起きたため、コンサートを中止させようとステージに上がった警官を暴行する、ミスをした音響スタッフに怒り、スタッフを引きずり出してコンサートを中断する、テレビ番組でムーンと一緒になって悪ふざけを起こし番組を滅茶苦茶にする、「トップ・オブ・ザ・ポップス」出演時にギターを破壊した後、プロデューサーに食って掛かった上中指をつき立て、BBCから出入り禁止を受ける、などのトラブルを起こしている。本人も癇癪を起こしやすい性格であることは自覚しており、自伝にも「相手がどれだけ親しい親友でも、ふとしたことがきっかけで喧嘩をしてしまう」と綴っている。精神的に不安定だったため、1982年から1986年にかけて催眠療法を受けていたこともある。
長年のパートナーであるダルトリーとの仲も紆余曲折だった。アマチュア時代にバンドのリーダーだったダルトリーに対し、タウンゼントがバンドの方向性について意見をするようになったことで二人の間に緊張感が生まれたという。プロ・デビュー後にリーダーの座をダルトリーから奪ってしまったことで、緊張感はさらに増大することになる。1973年には互いへの不満が頂点に達し、タウンゼントがギターでダルトリーを殴るという事件も起きている（直後にダルトリーからアッパーカットを見舞われ、気絶した）。1975年にはメディアを通じて互いの悪口を言い合うこともあった。しかし、緊張感をはらみながらも基本的には二人とも互いに敬意を抱いており、ダルトリーも「ピート以上にすごい曲を書ける奴はほかにはいない」と語るなど、信頼度の大きさを窺わせている。後述の児童ポルノに関わる嫌疑をかけられた時もダルトリーは一貫してタウンゼントを擁護した。タウンゼントはダルトリーに対し感謝の念を表している。なお、タウンゼントは17歳の頃、わずかな期間だがダルトリーの妹のキャロルと交際していたという。
長年にわたり重度の難聴を抱えている。これは、1967年に出演したTV番組「スマザーズ・ブラザーズ・ショー」で、ムーンが演奏後にバスドラムに仕込んであった爆薬を爆破させた時に、爆風をまともに浴びたことが遠因になっている。1970年代後半の頃には難聴は相当進んでいたが、その後も大音量でレコーディングやライヴを続けてきたためにさらに悪化し、2011年には補聴器を使用しなければならないほどになった。
文筆活動も積極的に取り組んでおり、小説『四重人格』を出版した他、1970年には音楽誌『メロディ・メイカー』でコラムを執筆していたこともある。また早いうちからインターネットを活用し、1998年には自分のホームページを開設し、ブログを含めたタウンゼント個人のサイトと作品の通信／ダウンロード販売を行うオンラインショップの二つのサイトを創設した。タウンゼントはインターネットを一種の劇場のようなものととらえ、リハーサルやワークショップ、演劇やインタビューなど場に使い、これまでのキャリア活動を全て一つにまとめようと考えていたという。

### 私生活
1968年5月にカレン・アストレイと結婚。1969年に長女のエマが、1971年には次女のミンタが生まれる。カレンは仕事のストレスを抱えるタウンゼントを常に優しく励まし、献身的に支えたが、70年代後半にもなると夫婦関係が冷めはじめ、さらにタウンゼントの不貞や酒とドラッグへの沈溺から1981年には別居にいたる。その後再びよりを戻し、1989年には待望の長男、ジョセフが生まれた。だが二人の仲は完全には戻らず、1994年には夫婦関係は完全に破綻し、二人は2009年に正式に離婚した。彼は1996年に出会ったミュージシャンのレイチェル・フラーと交際を始め、長い同棲期間を経て2016年12月に入籍した。
なお、前妻のカレンの弟のジョン・アストレイは音楽プロデューサーで、1990年代後半からザ・フーの全カタログのリマスターを担当している。2人の父親は作曲家エドウィン・アストレイ、妹はシンガー・ソングライターのヴァージニア・アストレイである。
タウンゼントは自身がバイセクシャルではないかと考えているようである。ある友人の部屋に泊まった時、目覚めるとその友人がタウンゼントの体を撫で回していたが、セックスまでには至らずとも完全には拒まなかったという。また、ミック・ジャガーに性的な魅力を感じているらしく、「ミックは私が真剣にファックしたいと思った男だ」とまで語っている。しかし、結婚後も複数の女性と関係を持ったり、自身も「バイセクシャルであることは恥ずかしいことではないが、私はホモ・エロティックな経験をすんなりとは受け入れられなかった」とも語っていることから、基本的には異性愛者の側面の方が強いと見られる。

### 宗教
メハー・ババの教えは、タウンゼントの作品に大きな影響を与えており、「ババに会ったことで俺自身変わったし、バンド全体も変わった」と認めている。タウンゼントがババを知ったのは1967年、デザイナーでアルバム『トミー』のアートワークを手がけたマイク・マキナニーからババについての本を渡されたことがきっかけである。タウンゼントはその本を数行読んだだけで、ババと自分の宇宙観が一致していると思い、すぐさま信者になったという。「ババの教えは、俺の考えにぴったりだった。当時頼るものがないと思っていたところにババの教えが俺の下に降りてきたんだ」とも語っている。
ババの教えはタウンゼントの作品はもちろん、生活の隅々にも影響を及ぼし、ババがマリファナを嫌ってるという話を聞けばきっぱりと止めた。ザ・フーの代表作の一つの『トミー』も、ババの教えが相当な影響を及ぼしており、アルバムには「アバター」としてババの名が刻まれている。ババが死去したのはその『トミー』を制作していた1969年1月31日のことで、タウンゼントは生前のババに会うことはできなかった。ババの死後も信者の間では集会が頻繁に行われており、タウンゼントも可能な限り出席した。タウンゼントは今日までババへの帰依を続けており、彼のホームページにはババに関するコーナーも設けられていた（2017年現在は閉鎖）。他のメンバーは、タウンゼントの信仰に付いては寛大に受け止めていたようだが、マネージャーのキット・ランバートは胡散臭く感じていたという。

### 慈善事業
相棒のダルトリー同様、チャリティ活動にも積極的に取り組んでいる。彼が楽曲を提供したユニヴァーサル・スピリチュアル・リーグのチャリティ・アルバム3作の収益は、いずれもババが1959年に設立したアバター・メハー・ババ・トラストに渡り、病院、学校、薬局のために提供された。1976年には、タウンゼント自身もババの信者が宿泊できるロッジと録音スタジオを兼ねた施設メハー・ババ・オーシャニック・センターを設立した。
児童福祉にも協力しており、1992年にはサンディエゴのラホーヤ劇場にて舞台版『トミー』をプロデュースし、収益を自閉症、知的障害の児童のための福祉事業財団に寄付。1995年にはポール・サイモン主催の子供用救急車と救急隊の義援金集めのコンサートに出演している。1997年からは虐待を受けた子供を救済する慈善団体メリーヴィル・アカデミーに協力、2002年までにこの団体のためのチャリティ・ライブを行い、1999年にはライブアルバム『Pete Townshend Live : A Benefit for Maryville Academy』を発表、収益を同団体に寄付している。ダルトリーが名誉顧問となっている小児癌の救済団体ティーンエイジ・キャンサー・トラストにも協力し、ザ・フーとしてこの団体のためのチャリティーライブに参加している。2011年にはダルトリーと共にロナルド・レーガンULCA医療センターに協力し、若年層の癌患者を助けるためのプログラム“UCLA Daltrey / Townshend Teen and Young Adult Cancer Program”を開設、11月5日にはこのためのチャリティライブおよびオークションが行われ、ロバート・プラント、フー・ファイターズのデイブ・グロールも出演した。
この他、アムネスティ・インターナショナルを支援するチャリティ・コンサートに、1979年と1986年の2度出演したことがある。

### 児童ポルノ事件
2003年1月11日、「デイリー・メイル」と「ザ・サン」両紙が「ランドスライド社(児童ポルノを掲載していたサイトで警察に摘発された)でクレジットカードを使った顧客リストの中に英国在住の大物ロックスターが含まれている」と掲載、これを見たタウンゼントは「それは自分だ」と自ら名乗りあげた。13日、本人同意の下、警察がタウンゼントの自宅とオフィスを捜索、パソコンやテープレコーダーなどを押収し、タウンゼントは身柄を拘束され取り調べを受けた。保釈金を払って即日保釈されたが、この事件はメディアに大きく取り上げられ、さほど知名度が高くない日本でも大きく報道された。報道を受け、タウンゼントの母や相棒のダルトリー、また友人のブライアン・メイが「ピートは小児性愛者ではない」とタウンゼントを擁護。特にダルトリーは「これは魔女狩りだ」と英国警察に対する怒りを露にした。またミック・ジャガーやデヴィッド・ボウイら友人たちからタウンゼントを気遣う電話が来たり、ファンからたくさんの手紙が届いたという。
4ヶ月に及ぶ捜査の結果、問題となる物は一つも見つからなかったが、無罪放免とはならず、警察から訓告処分を受け入れ一定期間要注意人物リストに名前を載せられるか、無罪を主張し法廷で争うか、と選択を迫られた。精神的に疲労困憊していたタウンゼントは法廷闘争よりも訓告処分を受け入れることを選択し、5月7日、タウンゼンドは不起訴処分となる代わりに、5年間は彼の写真や指紋、DNAサンプルが英国内の性犯罪者リストに登録される事になった。この一件は彼が性犯罪者リストから抹消された後も尾を引き、2010年、ザ・フーがマイアミで行われるスーパーボウルでのハーフタイム・ショーへ出演することが決まると、地元の児童保護団体がタウンゼントを入国させないよう入国管理局に抗議した（実際に影響はなく、ハーフタイムショーへの出演は滞りなく行われている）。
タウンゼントは事件に関し、自身は決して小児性愛者でない事を主張した上で、「あのサイトにアクセスしたのは、インターネットではショッキングな映像が大人だけでなく子供でも簡単に手に入ることを懸念しており、1995年から始めているインターネットの児童ポルノがもたらすダメージ、特に児童虐待に反対するキャンペーンの調査の一環だった」と説明した（後段の通り、実際にはアクセスしていないことが判明している）。タウンゼントが児童ポルノの問題に関心をよせるようになったきっかけは、1998年にロシアの孤児院を題材にした映画を見て、自身も孤児院へ寄付をしたいとインターネットで検索をかけたところ、多数の性的虐待を受ける少年たちの画像を発見したことだった。この問題に激しい怒りを覚えた彼は、インターネットでこの問題について深く調査するようになり、銀行とブラウザ会社、そしてポルノ業者が結託して児童ポルノで金儲けをしている実情を浮き彫りにし、インターネットにレポートをアップする計画を立てた。しかし、画像自体は見ていないとは言え、児童ポルノのサイトにアクセスすることで自らを訴追の危険に追い込んでしまったのがいけなかったと本人は自著に記している。またタウンゼント自身も、幼少期に性的虐待を受けたことを仄めかしている。6歳から7歳までタウンゼントの面倒を見ていた祖母のデニーは、ある男性と交際していたが、自著の中でその男から性的虐待を受けたことを暗に示している。この体験から、その後同様の体験をした人たちが受けるグループカウンセリングに参加し、虐待を経験した大人たちのためのケアセンターを作る計画も立てていた。
“非合法なインターネット・コンテンツ、とくに児童虐待にあたる画像の削減”に取り組んでいる英インターネット監視基金（IWF）は、タウンゼントから2002年、児童ポルノについてリサーチしている際に問題のあるサイトを発見したという連絡があったと発表。IWFはタウンゼントが逮捕された今月初め、連絡があった事実を否定していたが、現在、タウンゼントの主張を裏付ける2002年夏から秋にかけてのEメールがいくつか見つかっているという。IWF側は「データ保護法の規定により、団体へ連絡があった情報についてコメントしたり、詳細を開示することは当人の許可がない限りできない」として、タウンゼントとの接触を否定するほかなかったと述べている。
2007年、ガーディアン紙の記者、ダンカン・キャンベルが、ランドスライド社のウェブサイト用のハードドライブを綿密に調べ上げた結果、タウンゼントがサイトの中に入ったという証拠も、また金を払った証拠も見つからなかったと報告し、タウンゼントが全くの無実であったことが証明された。
「オペレーション・オー」の項目も参照。

## 使用機材

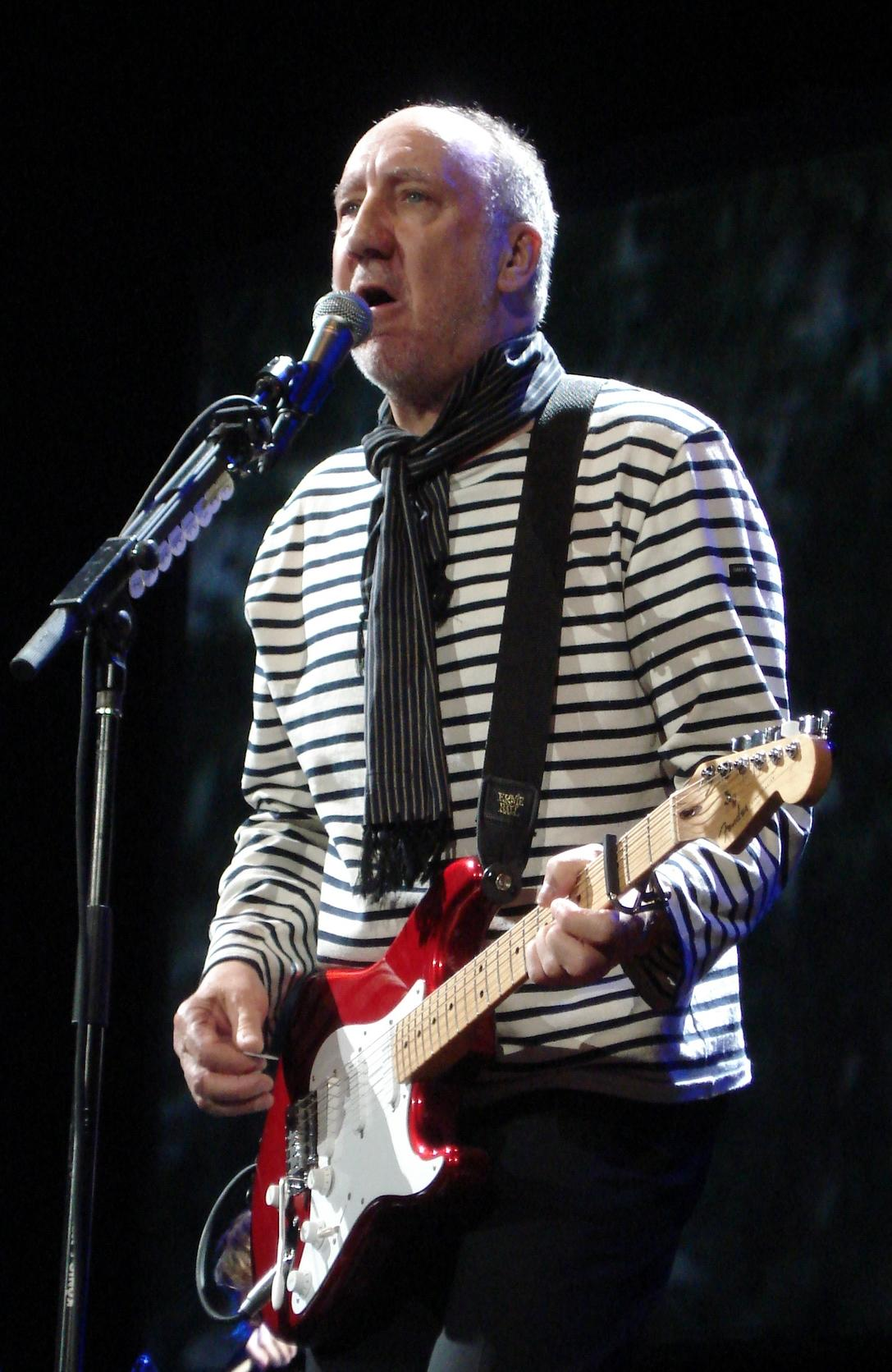
エリック・クラプトン・ストラトキャスターを弾くタウンゼント（2008年）

- エレキギター

リッケンバッカー 360/12／1997／1996／1993
デビューから1966年まで使用。初期のタウンゼントのトレードマークとなった。1989年のザ・フー25周年ツアーでも使用している。
フェンダー・ストラトキャスター
1966年から1968年にかけて使用。1989年からは親友であるエリック・クラプトンのシグネーチャーモデル（色は主にレッド）をアーム付きで使用するようになり、以降現在までタウンゼントのメインギターとなっている。
ギブソン・ES-335／345／355
1967年から1968年まで、上記のストラトキャスターと並行して使用された。また1967年には、使用頻度は少ないがギブソン・EDS-1275の使用も確認されている。
ギブソン・SG・スペシャル
1968年から1972年まで使用。ピックアップはP-90で、色はダーク・チェリー（白もあり）。ウッドストック・フェスティバルをはじめ、様々な歴史的イベントで使用された。タウンゼントも「しっかりした作りで相性も最高だった」と語っている。
ギブソン・レスポール・デラックス
1972年から1982年にかけて使用。SGに代わってメインで使用されるようになる。またタウンゼントのシグネイチャー・モデルも存在し、ピックアップ配列は2個のミニハムバッカーの間にハムバッカー1個をマウントするという独特なもので、コントロールノブの横にコイルタップ用のトグルスイッチが2個設けられ、ボディの表面にはアラビア数字が大きく入れられている。色はヘリテージ・チェリー・サンバースト、ゴールド、ダークチェリーの3パターン。この他、レスポールJr.やレスポール・カスタムの使用も確認されている。
フェンダー・テレキャスター
1980年代はメインで使用。シェクター製のものも並行して使用しており、ライブ・エイドではシェクターを使用した。1960年代にも使用していたことがある。
フェンダー・エレクトリックXII
ステージでは使用されず、主にレコーディングの方で使用された。1968年のシングル「マジック・バス」のプロモーションビデオではこのギターを使用している。
グレッチ・6120
1971年のアルバム『フーズ・ネクスト』の制作に先立ち、友人のジョー・ウォルシュから譲り受けたもの。同アルバムのレコーディングではメインで使用された。ステージではエリック・クラプトンの復帰コンサートで使用された。その後1973年のテレビ番組「トップ・オブ・ザ・ポップス」で破壊されてしまう。以降もレコーディングでたびたび使用された。
- アコースティックギター

ギブソン・J-200
1968年より現在まで使用され続けている。かつてのザ・フーではステージではエレキギターしか弾かなかったため、長らくレコーディングでしか使用されてこなかったが、1989年以降はステージでも使用される機会が多くなっている。
ギルド・Custom F-612XL
1971年以降、J－200に次いで多用されてきた12弦アコースティック。この他、マーティンやハーモニー、タカミネなども使用している。
- アンプ

フェンダー・ベースマン／トレモラックス／プロ
1964年から1965年まで使用。途中からスピーカー・キャビネットはマーシャルに変わった。
マーシャル・stack JTM45/100
1965年から1968年まで使用。
サウンド・シティ・L100 SC105
1967年から1968年まで使用。タウンゼントは導入間もなく、アンプヘッドの改造をサウンド・シティの製造者のデイヴ・リーヴスに依頼するが、そのリーヴスが改造したアンプヘッドにハイワットのロゴを貼ったことが、後述のハイワット・アンプが有名になるきっかけとなった。
ハイワット・CP103／DR103W
1968年から1985年まで、ザ・フーの全盛期を支えたアンプ。タウンゼントの使用により、イギリスのミュージシャンの間で知名度が上がったブランドである。1986年からはメインから外されるが、以降もサブ・アンプとして何度か使用されている。
メサブギー・MkI
サブとしては1977年から、ステージでのメイン・アンプとしては1989年から1997年まで使用された。
フェンダー・ヴィブロキング
2000年から2017年現在に至るまでメインで使用されているコンボアンプ。
- エフェクター

ユニヴォックス・スーパーファズ
1968年から1978年まで使用。ファズ・エフェクターについては1966年頃からトーン・ベンダー製やギブソン・マエストロなどを使用してきたが、本品が最も長く使用された。タウンゼントはエフェクター・ペダルはマイクスタンドの足元ではなく、ドラムセットの脇に置いていた。

## ディスコグラフィ

### スタジオ・アルバム
- 『フー・ケイム・ファースト』 - Who Came First (1972年)
- 『ラフ・ミックス』 - Rough Mix (1977年) ※ロニー・レインとの共作。
- 『エンプティ・グラス』 - Empty Glass (1980年)
- 『チャイニーズ・アイズ』 - All the Best Cowboys Have Chinese Eyes (1982年)
- 『ホワイト・シティ』 - White City : A Novel (1985年)
- 『アイアン・マン』 - Iron Man (1989年)
- 『サイコデリリクト』 - Psychoderelict (1993年) ※ダイアログを省いた「Psychoderelict: Music Only」もある。

### ライブ・アルバム
- 『ディープ・エンド・ライブ』 - Deep End Live! (1986年)
- Pete Townshend Live : A Benefit for Maryville Academy (1999年)
- The Oceanic Concerts (2001年) ※ラファエル・ラッドとの共作

### コンピレーション・アルバム
- Cool Walking Smooth Talking Straight Smoking Fire Stoking (1996年) ※全15曲で1CD。
- Scooped (2002年) ※全35曲で2CD。スクープ・シリーズの総集編。
- Anthology (2005年) ※全34曲で2CD。
- Truancy (2015年) ※全17曲で1CD。最後の2曲は新曲。

### 未発表音源集、他
- 『スクープ』 - Scoop (1983年)
- 『アナザー・スクープ （スクープ2）』 - Another Scoop (1987年)
- Lifehouse Chronicles (1999年) ※インターネットでのみの販売
- Lifehouse Elements (2000年)
- 『スクープ3』 - Scoop 3 (2001年)
- Pete Townshend's Classic Quadrophenia (2015年)

### ユニヴァーサル・スピリチュアル・リーグのアルバム
- 『ハッピー・バースデイ』 - Happy Birthday (1970年)
- 『アイ・アム』- I Am (1972年)
- 『ウィズ・ラヴ』- With Love (1976年)

### 参加アルバム
- エリック・クラプトン『エリック・クラプトン／レインボー・コンサート』 - Eric Clapton's Rainbow Concert (1973年) ※クラプトンのバンド・メンバーの一人としてギター&ボーカルで参加。コンサートの企画者でもある。
- デヴィッド・ボウイ『スケアリー・モンスターズ』 - Scary Monsters (and Super Creeps) (1980年)
- 『マックヴィカー (オリジナル・サウンドトラック)』 - McVicar (1980年)
- デヴィッド・ギルモア『狂気のプロフィール』- About Face (1984年) ※2曲の作詞を担当
- ロジャー・ダルトリー『ア・セレブレーション - ザ・ミュージック・オブ・ピート・タウンゼンド・アンド・ザ・フー』  - A Celebration: The Music of Pete Townshend and The Who (1994年)